# Pyrgocythara scammoni
Pyrgocythara scammoni é uma espécie de gastrópode do gênero Pyrgocythara, pertencente a família Mangeliidae.